# Tofslärkan 13

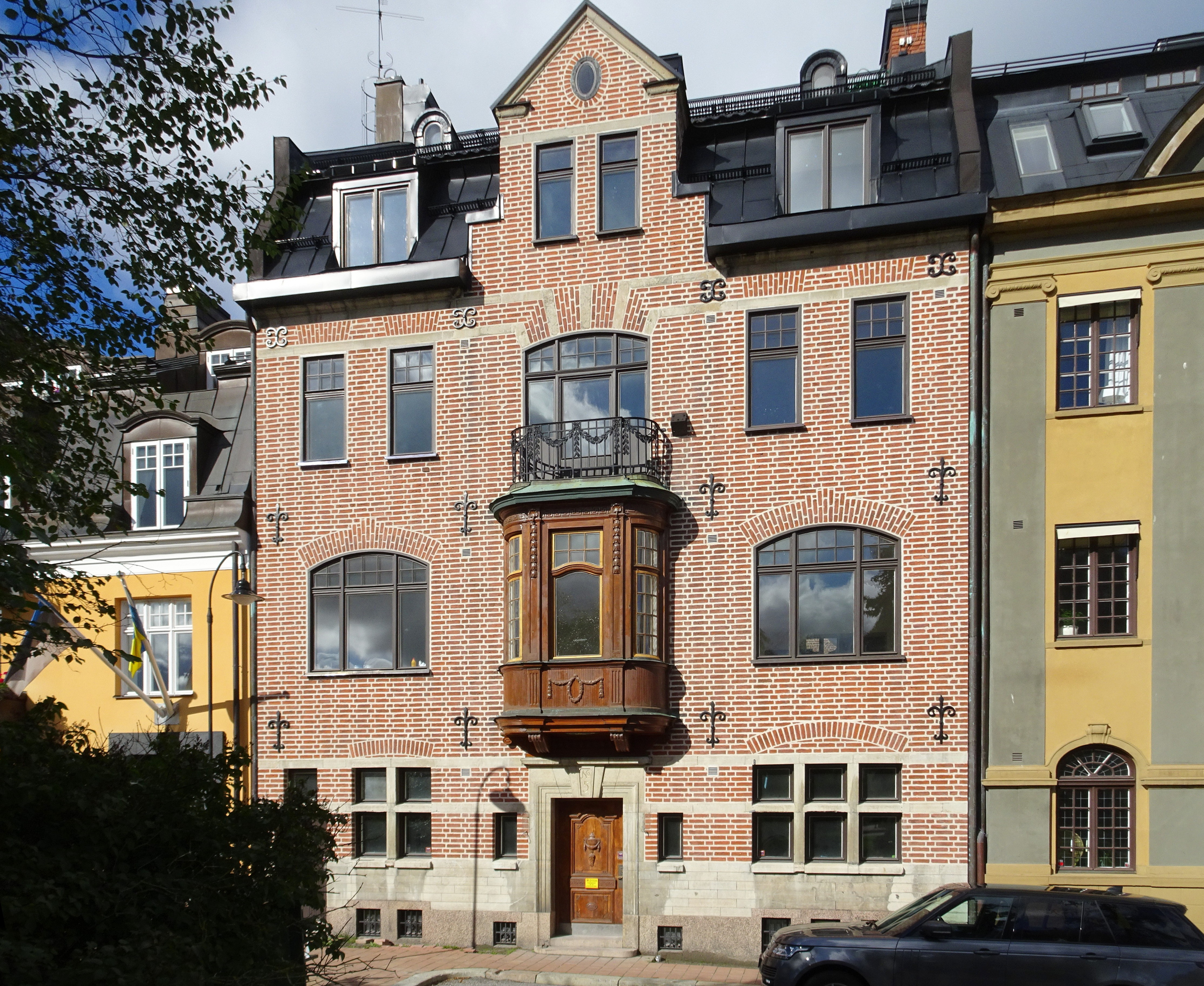
Tofslärkan 13, Tyrgatan 5, september 2022.

Tofslärkan 13 en kulturhistoriskt värdefull före detta villafastighet i kvarteret Tofslärkan i Lärkstaden på Östermalm i Stockholm. Denna stadsvilla vid Tyrgatan 5 uppfördes 1909 av byggmästaren Andreas Nordström för industrimannen Gunnar Jacobsson efter ritningar av arkitekt Erik Josephson. Fastigheten är grönmärkt av Stadsmuseet i Stockholm, det innebär "särskilt värdefull från historisk, kulturhistorisk, miljömässig eller konstnärlig synpunkt".

## Bakgrund

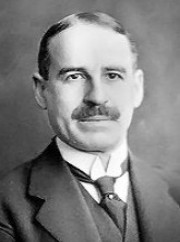
Gunnar Jacobsson.

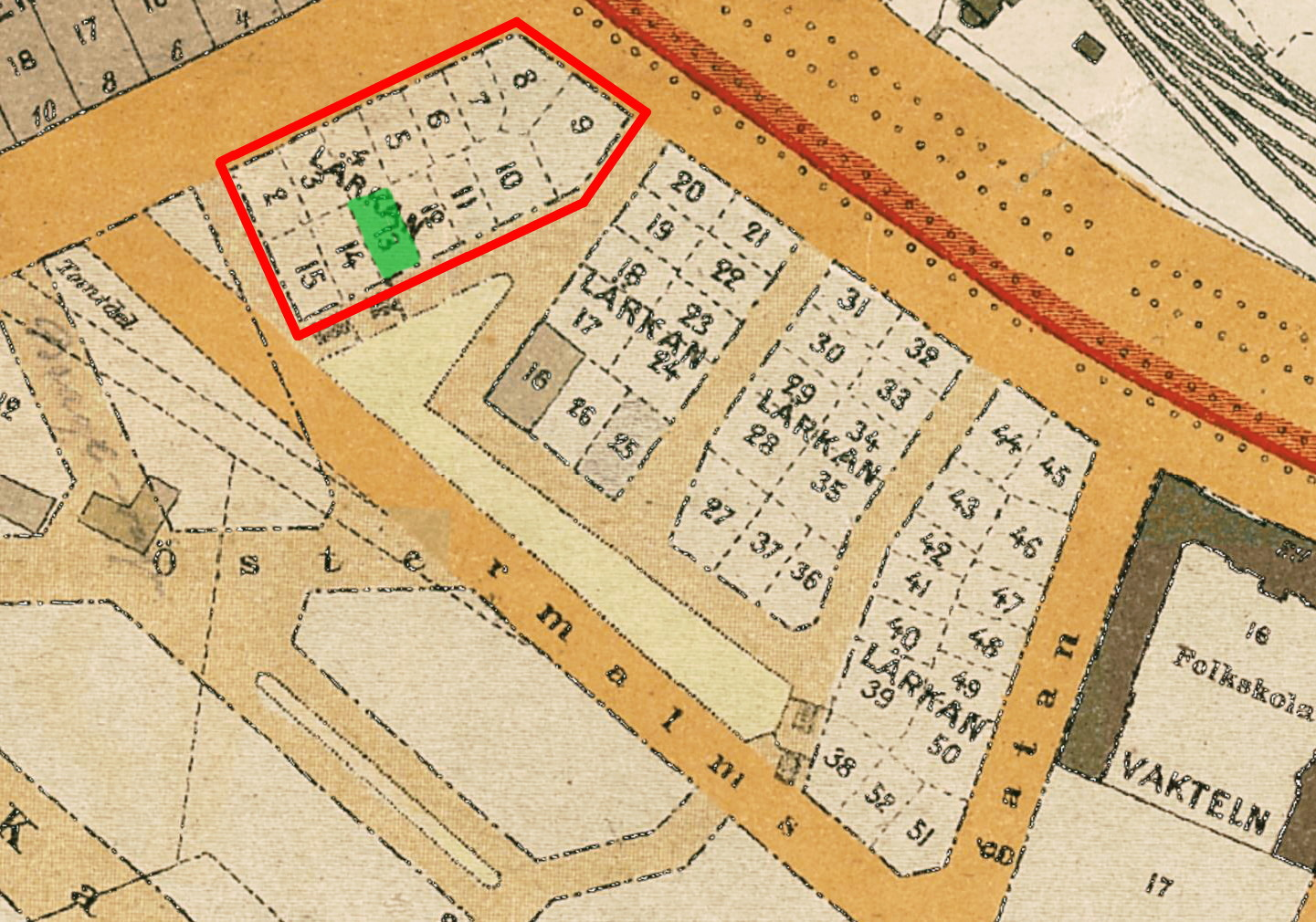
Kvarteret Lärkan 1909 tomt nr 10 (grön), dagens Tofslärkan 13.

Stadsplanen för kvarteret Lärkan hade utarbetats 1902 av Per Olof Hallman och antogs 1907 av Stockholms stadsfullmäktige. Hallman hade studerat Englands townhouses och kom 1910 själv att flytta till Lärkan. Projektet med ”sammanbyggda enfamiljshus” (begreppet radhus fanns inte än) kan ses som ett experiment och en helt ny boendeform i Stockholm på 1900-talets början. I Svenska Dagbladet från december 1910 kallades Lärkan för "Stockholms stads experimentalfält för omplantering af den engelska hemidén".
Målgruppen var den välsituerade borgarklassen med yrken som grosshandlare, direktörer, företagare, läkare, högre tjänstemän och ingenjörer, även några arkitekter och byggmästare flyttade hit, bland dem Per Olof Hallman (Sånglärkan 6), Folke Zettervall (Tofslärkan 7), Frithiof Dahl (Sånglärkan 9) och Erik Josephson (Piplärkan 7), den senare ritade även Tofslärkan 13.
Stadsingenjörskontoret fick i uppdrag att stycka "överkomliga" tomter med storlekar mellan drygt 270 och 550 kvadratmeter vilka från och med februari 1909 såldes av Stockholms stad med äganderätt ("å fri och egen grund" står det på tomtkartorna). En av dessa tomter var fastigheten Lärkan 13 (sedermera namnändrad till Tofslärkan 13) som förvärvades i maj 1909 av civilingenjören Gunnar Jacobsson. 
Fastigheten låg mitt i längan nr 10–15 och hörde till de minsta i kvarteret Lärkan och till de första som bebyggdes. Egendomen omfattade en areal om 276 kvadratmeter inklusive en nio meter bred trädgårdstomt. Stadsplanerarnas avsikt var att Lärkans små trädgårdar skulle bilda ett sammanhang med gröna utblickar mellan husen. Tomterna kom dock att inhägnas av höga murar vilket delvis spolierade den ursprungliga idén.

## Byggnadsbeskrivning

### Exteriör

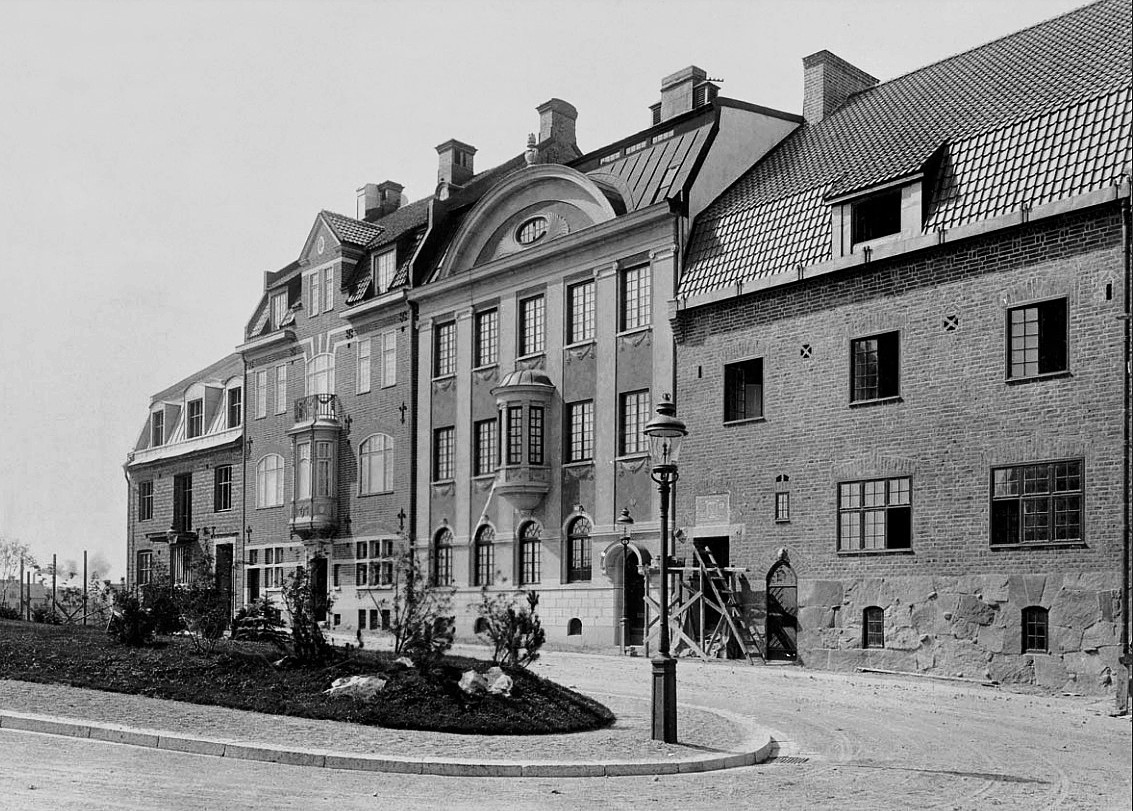
Tofslärkan 11 (närmast), sedan 12, 13 och 14, omkring 1911.

Byggherren Jacobsson anlitade arkitekt Erik Josephson att gestalta hans nya stadsvilla och byggmästaren Andreas Nordström att uppföra den. Nordström byggde samtidigt även Trädlärkan 4 på södra sidan av Tyrgatan. Erik Josephson ritade en generös villa på den lilla tomten. Byggnaden fick tre våningar med källarplan och utbyggd vind. Fasaderna gavs sträng symmetri och restes i rött, fogstruket tegel. Husets mittparti framhävs av en konsolburen karnap i mahogny med rika sniderier. Den kröns av en balkong med smidesräcke och fortsätter över takfoten som frontespis med triangulär gavelfronton. Fasaden smyckas av band i natursten och dekorativa ankarslut. Husets entré placerades centralt under karnapen. Porten inramas av en portal i grå kalksten där slutstenen bär husnummer ”No 5”. Själva portbladet är omsorgsfullt utfört med sniderier visande bland annat en meanderbård och ett amforaornament inom profilerade lister. Stilen är nyklassicistiskt och illustrerar den arkitektoniska mångfalden i lärk-kvarteren vilken både hyllades av samtiden men även kritiserades som "brokig".

### Interiör
Jacobsson hade just blivit direktör i industri- och verkstadsföretaget Nya AB Atlas och sökte en ståndsmässig bostad. Till hushållet hörde, förutom husherren, hustru Isabella (född 1878) samt döttrarna Karin (född 1903) och Eva (född 1905), dessutom två ”tjänarinnor” vilket framgår av folkräkningen från 1910. Familjens representationsvåning låg på våning en trappa. Där samlades salong (med karnapen) och herrum i fil mot gatan samt trapphall och matsalen mot gården. En intern spiraltrappa gick mer till bottenvåningens serveringsrum. Där låg även köket, ett jungfrurum och en stor hall med öppen spis. Allt var mycket välplanerat med talrika inbyggnadsskåp och garderober. Till köket fanns isskåp, kall- och varmskafferi samt diskbänk i marmor och zink. En liten mathiss gick mellan köks- och matsalsvåningen.
Familjens sovrumsavdelning fanns på våning två trappor med tre sovrum mot gatan samt toalettrum (egentligen ett påklädningsrum). Det fönsterlösa badrumet fick indirekt dagsljus via ett glasat innertak och ett ljusschakt genom vinden med lanternin på yttertaket. På vindsvåningen fanns ytterligare tre rum. 
Rumsfördelningen enligt ursprungsritningarna från 1909 var följande:
- Källarvåning – pannrum, ved- och kolkällare, flera matkällare, en vinkällare, tvättstuga med strykrum och jungfruns badrum
- Bottenvåning – trapphus med entré från gatan och gården, jungfrukammare, kök, serveringsrum
- Våning 1 trappa – trappa, trapphall, salong, herrum med öppen spis och skjutdörr till salongen, matsal, serveringsrum
- Våning 2 trappor – trappa, central korridor, tre sovrum, badrum, toalettrum, borstrum (dåtidens städskrubb), klädkammare
- Våning 3 trappor (vindsvåning) – trappa, central korridor, tre rum mot gatan, ett vindsutrymme mot gården

### Originalritningar från 1909

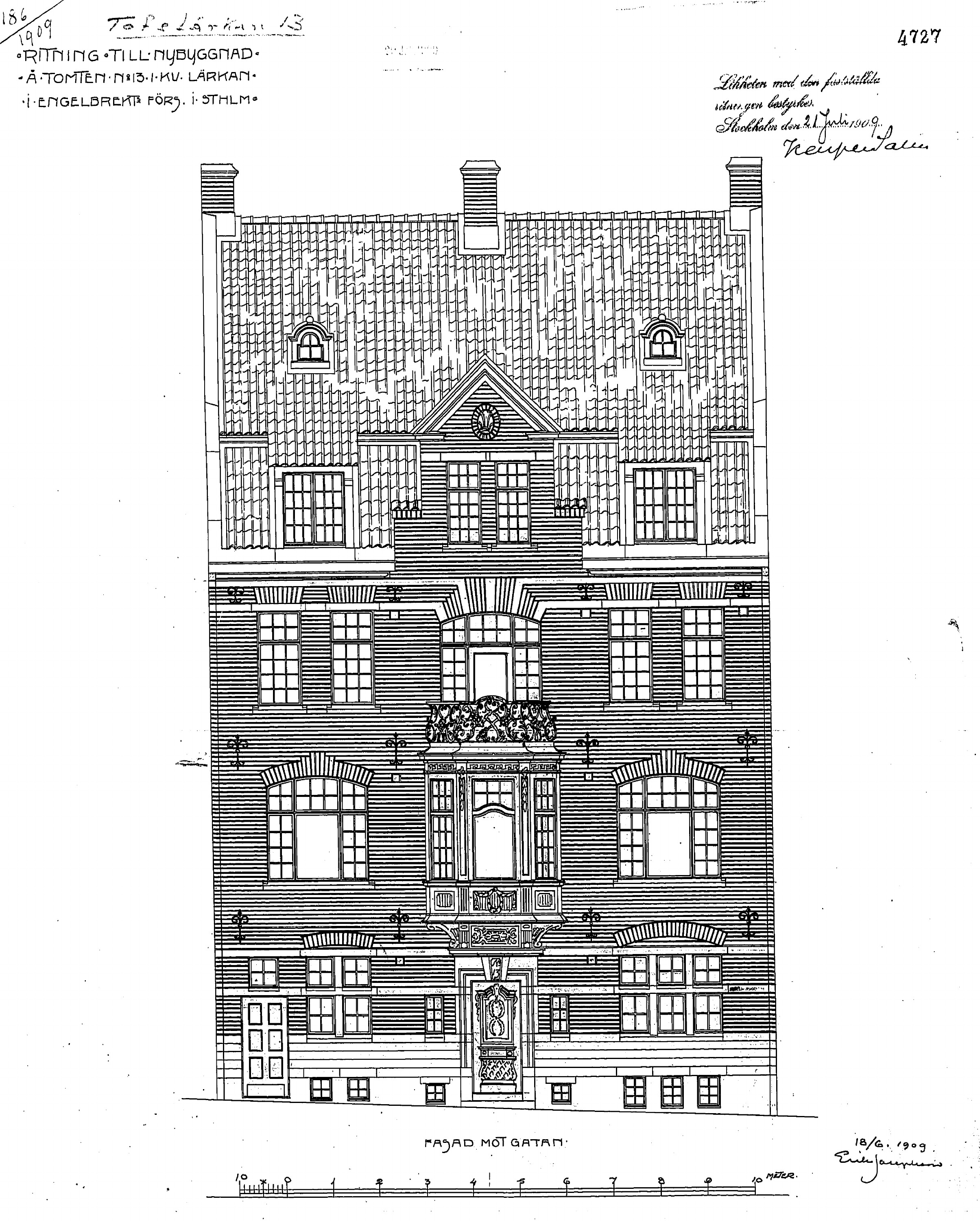
Fasad mot gatan.
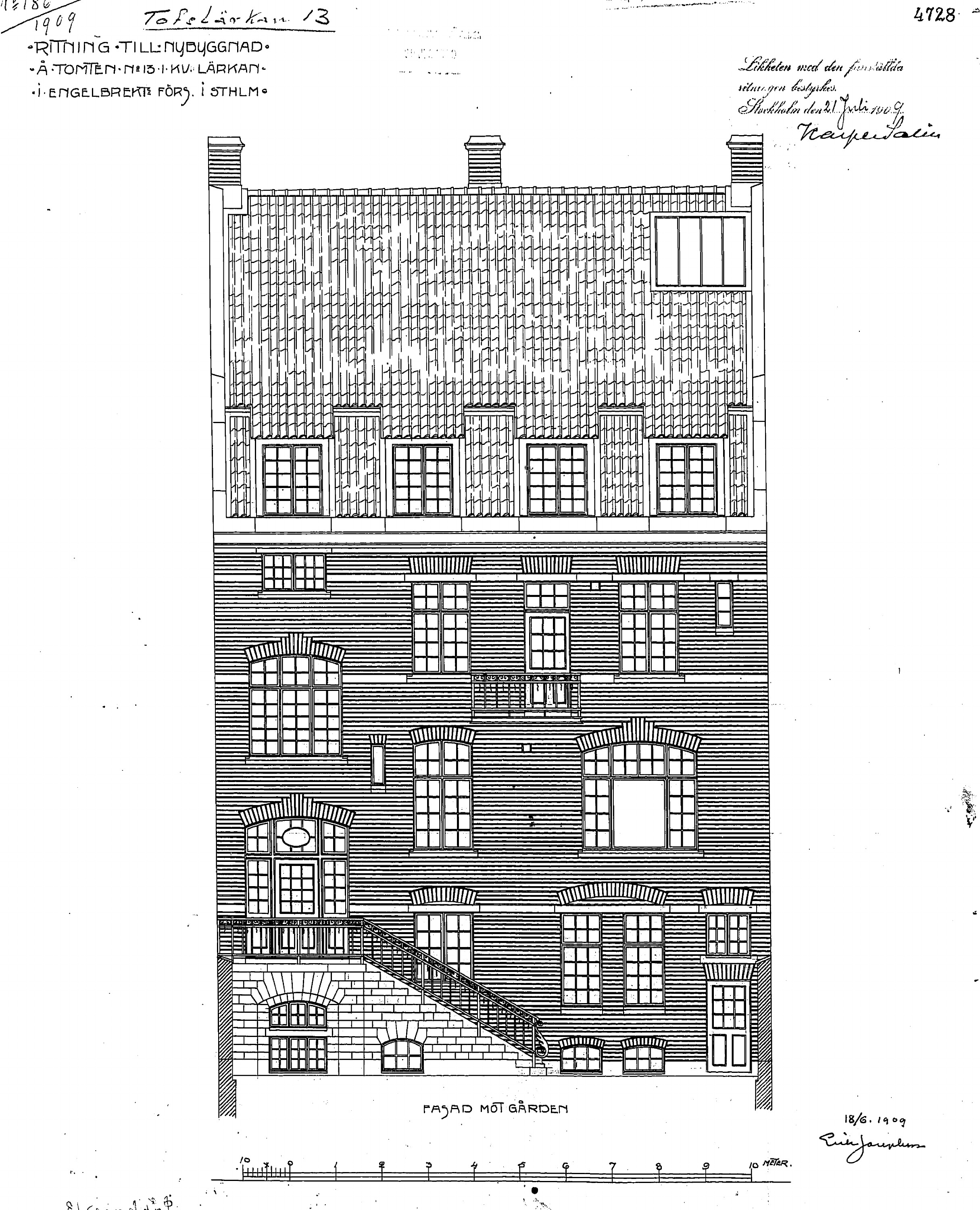
Fasad mot gården.
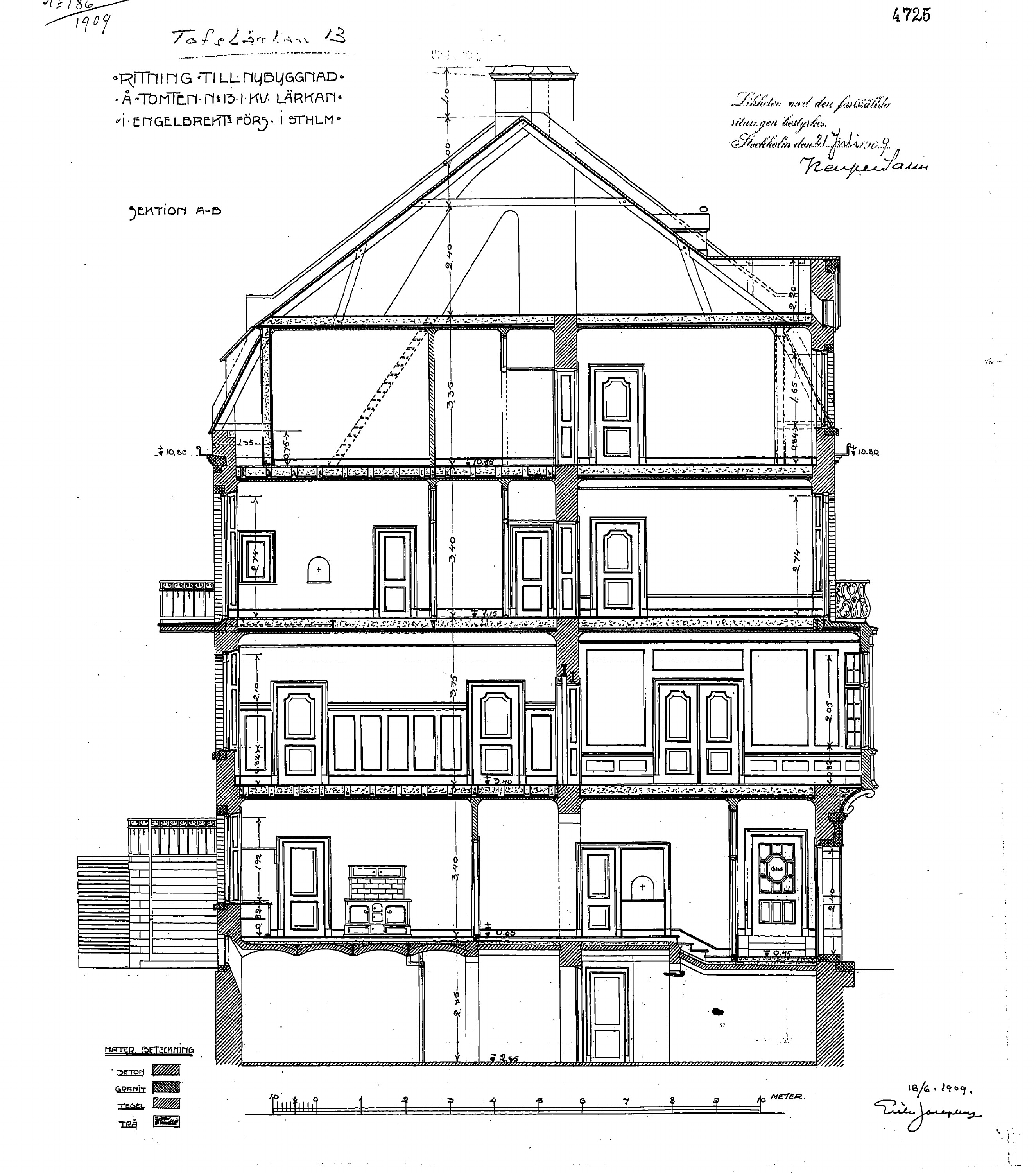
Sektion B–B.
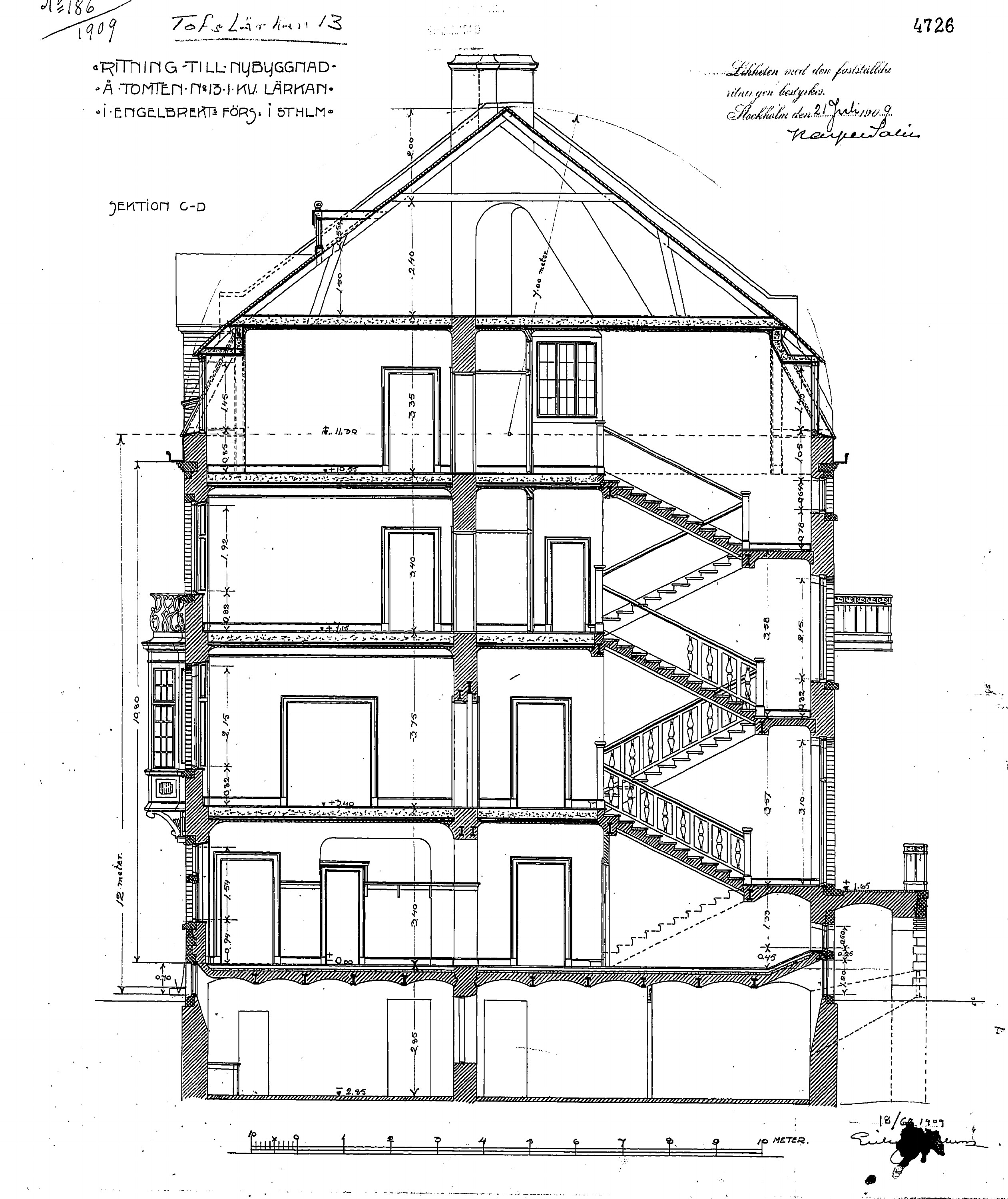
Sektion A–A.

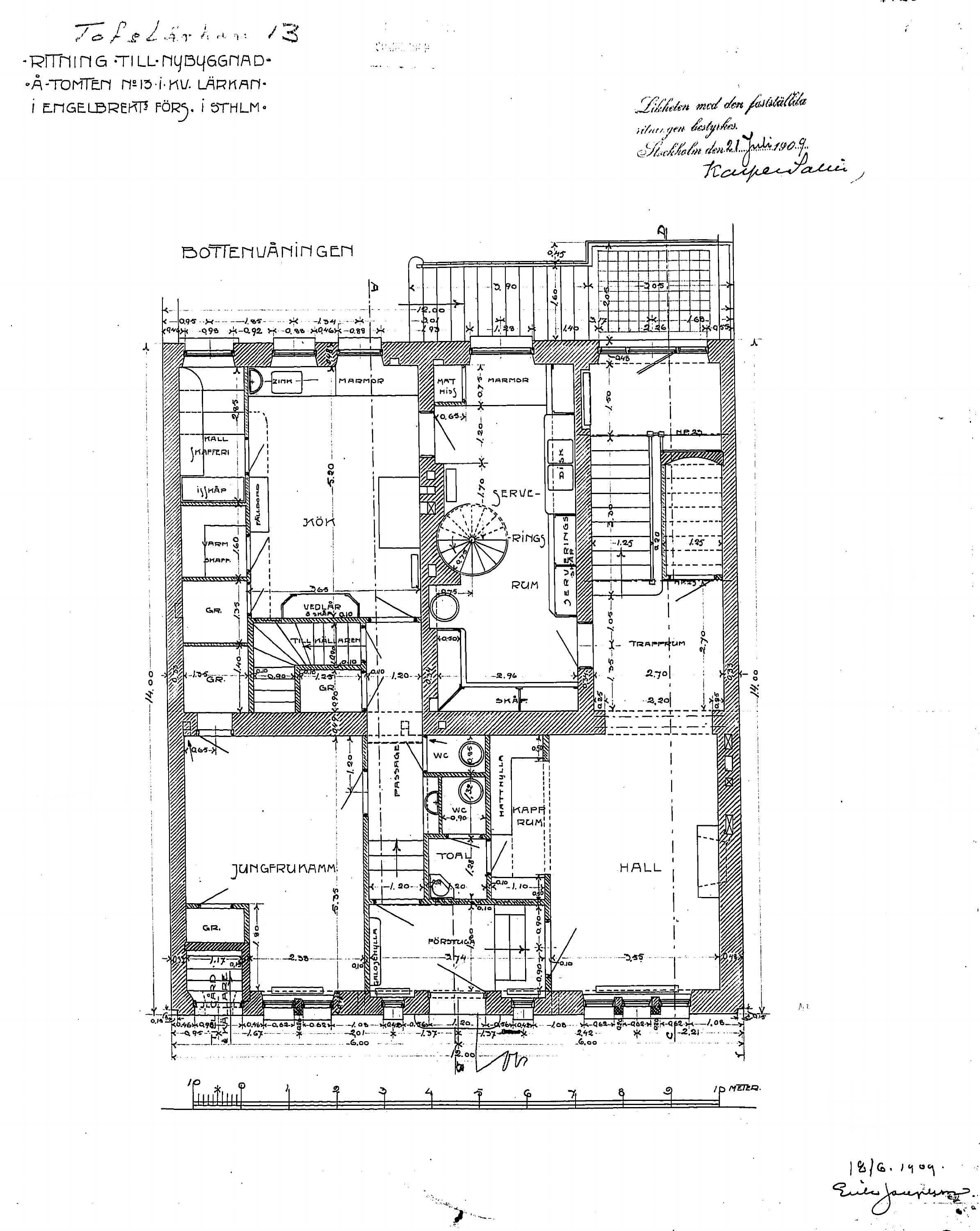
Bottenvåning.
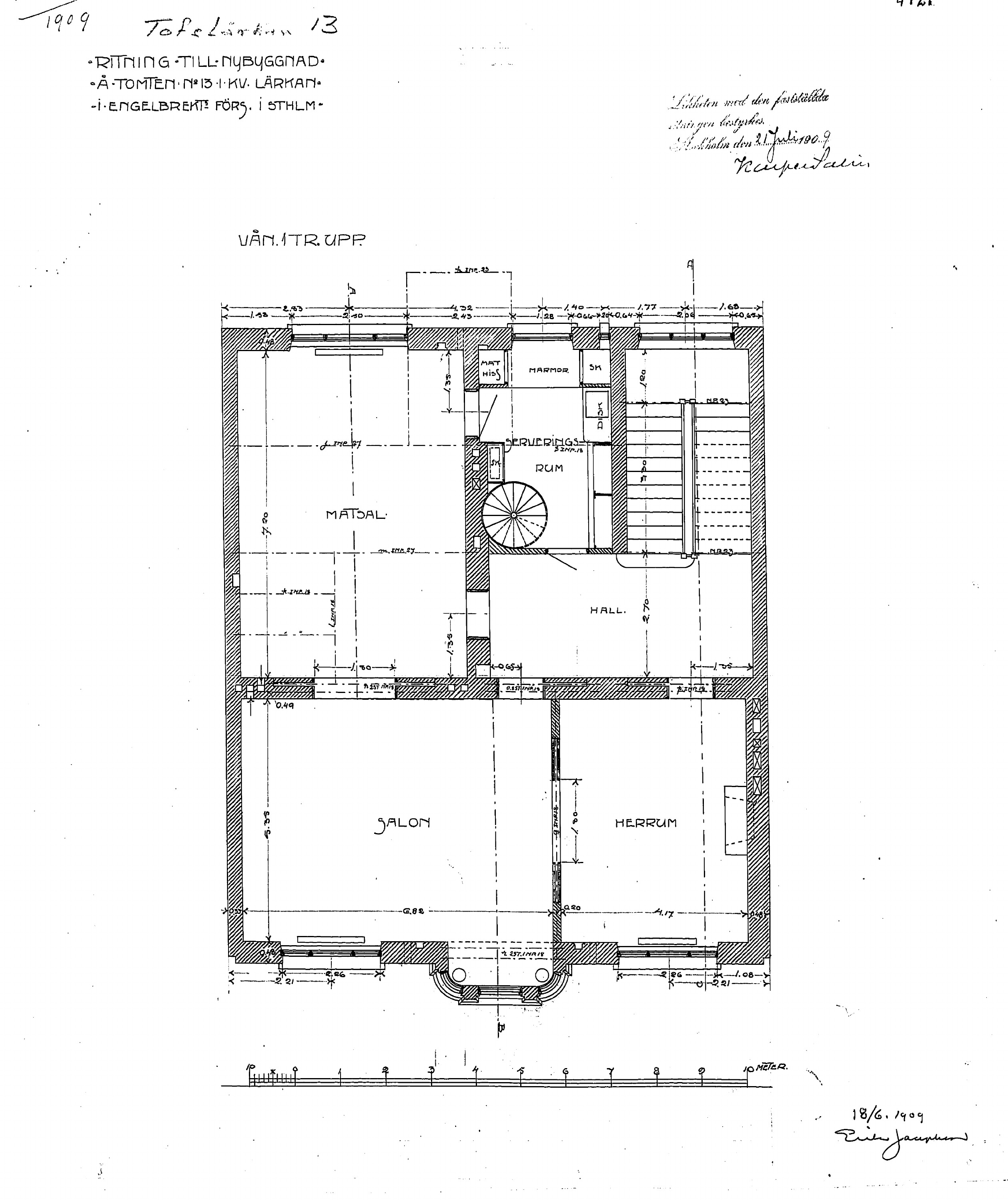
Våning 1 trappa.
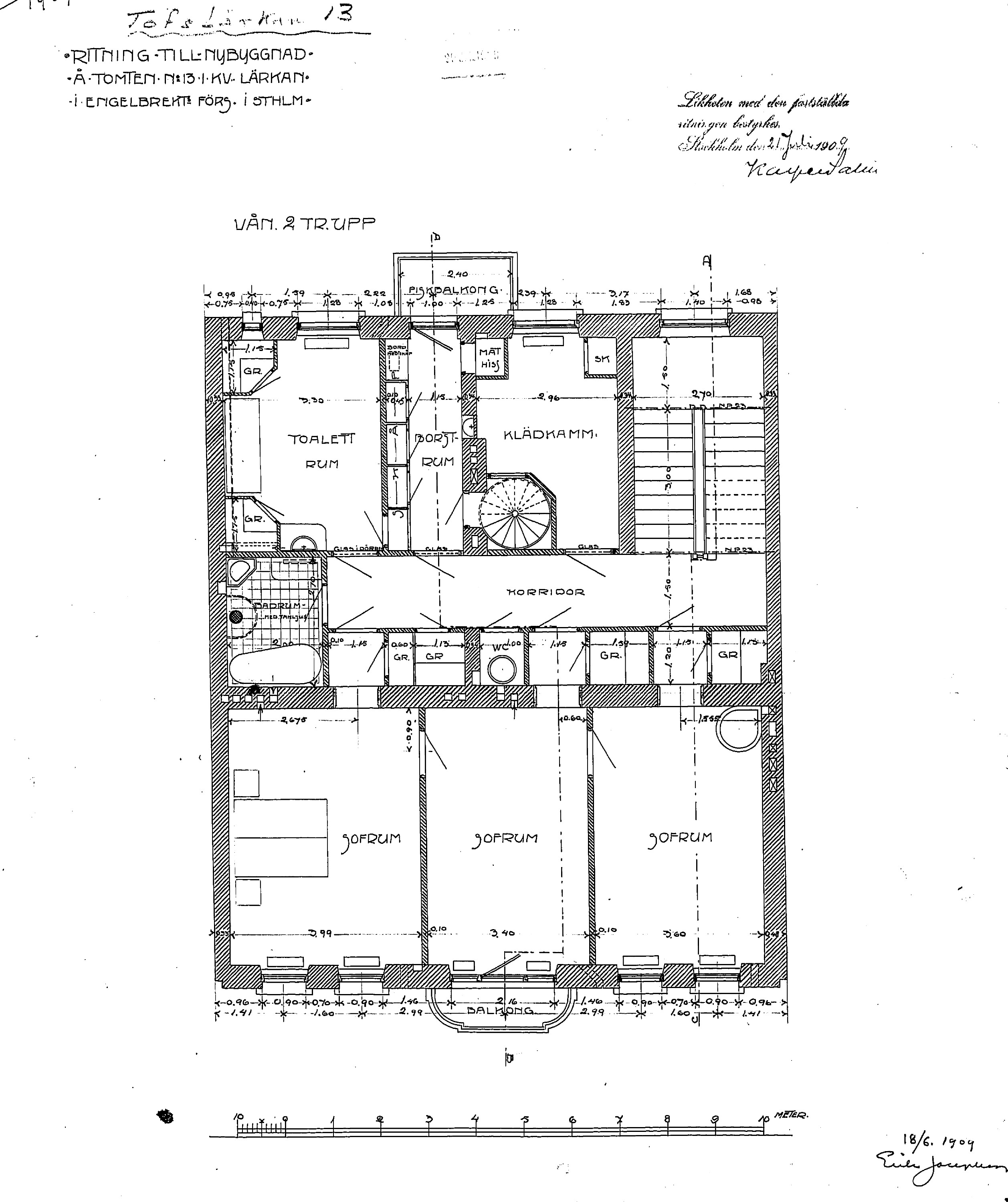
Våning 2 trappor.
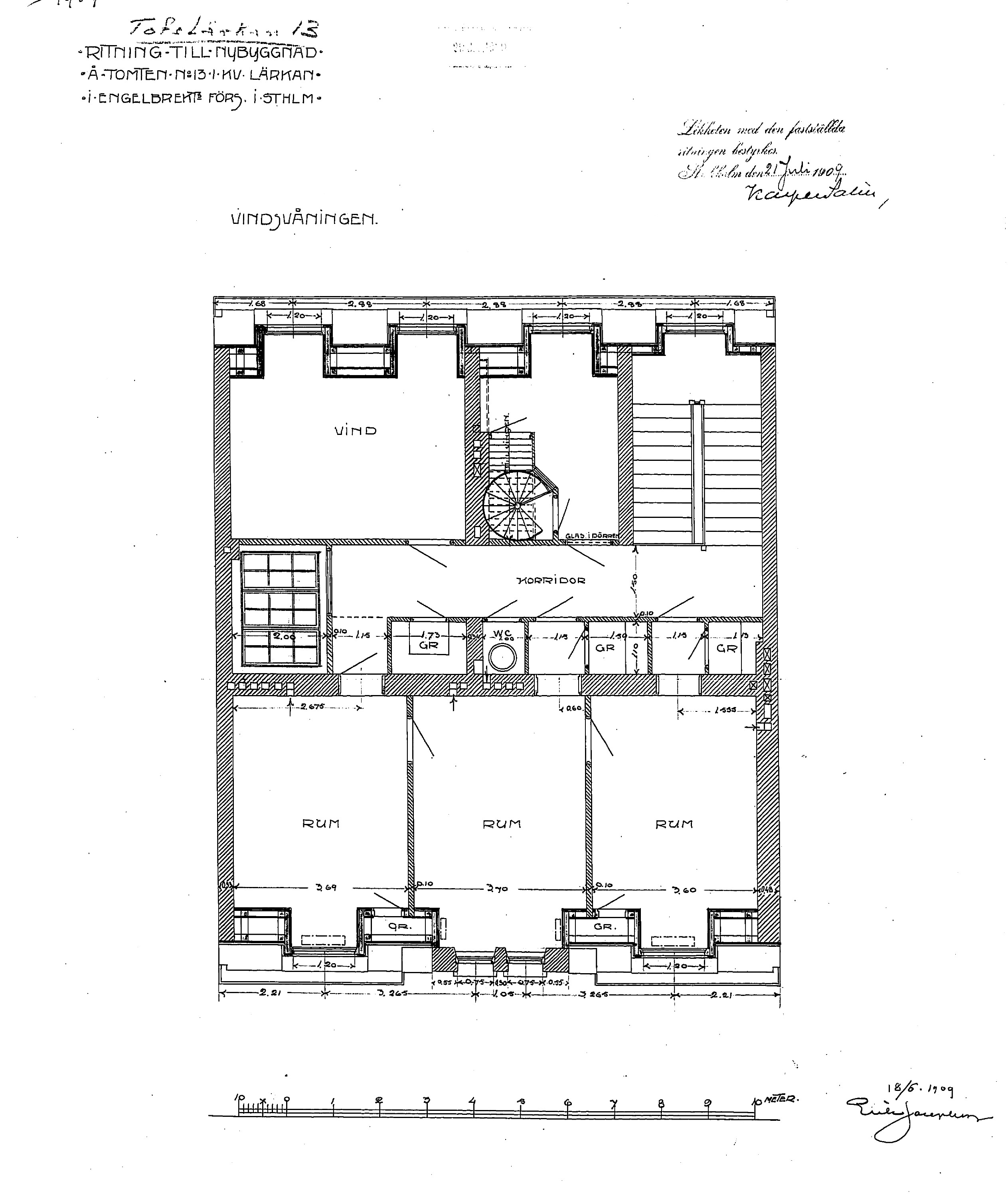
Vindsvåning.

## Nya ägare och ändringar
Enligt Stockholms adresskalender bodde familjen Jacobsson 1926 fortfarande i sin stadsvilla vid Tyrvägen. 1931 ändrades vindsvåningen till fyra rum, ett med öppen spis. På 1950-talet kontoriserades Tofslärkan 13 tillsammans med grannfastigheten Tofslärkan 12 av och för konsultföretaget Kjessler & Mannerstråle varvid den ursprungliga rumsindelningen förändrades komplett. Mellan båda husen upptogs dörröppningar för inbördes kommunikation. Nästa stora ingrepp skedde på 1970-talet när Sveriges Åkeriägares Inköps- och Förvaltnings AB (SÅIFA) flyttade in i Tofslärkan 12 och 13. På 1990-talet hade Institutet för rättshistorisk forskning sin verksamhet i båda byggnader. Fastigheten förvärvades 2010 tillsammans med grannfastigheten för totalt 70 miljoner kronor av Tyrgatan Fastigheter AB. 2011 byggdes båda fastigheter om till flerbostadshus.

### Nutida bilder

Fasaddetaljer
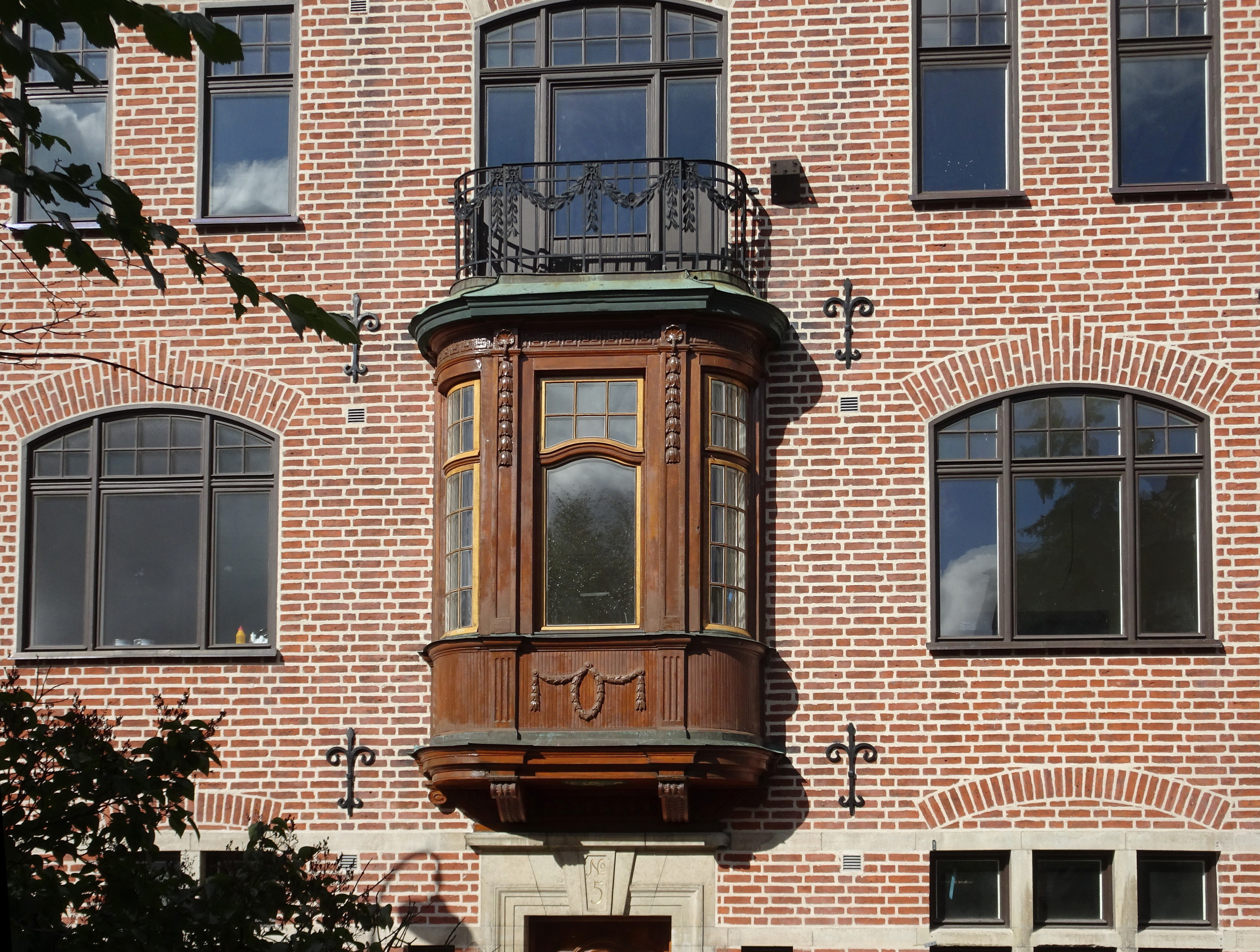
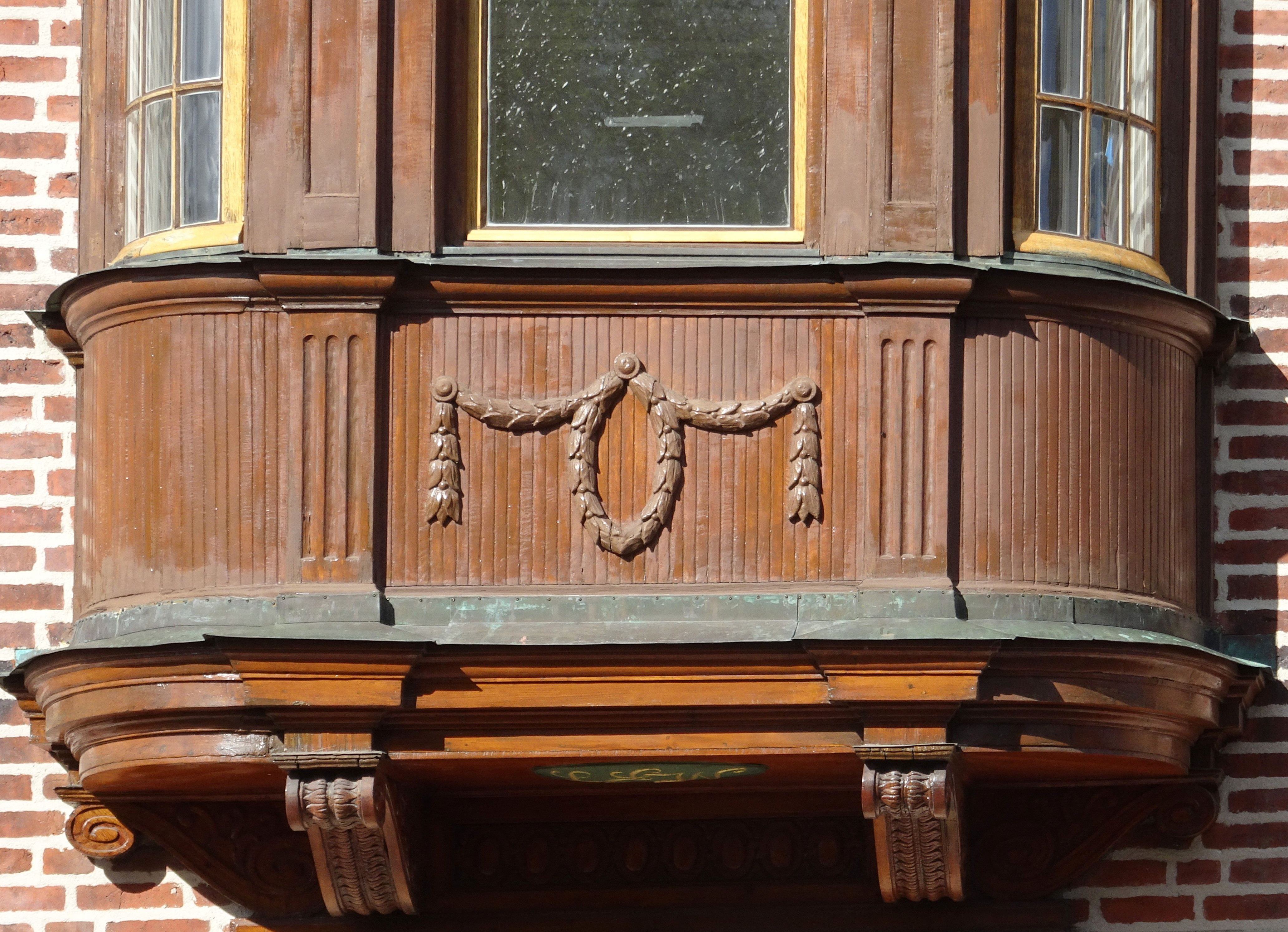
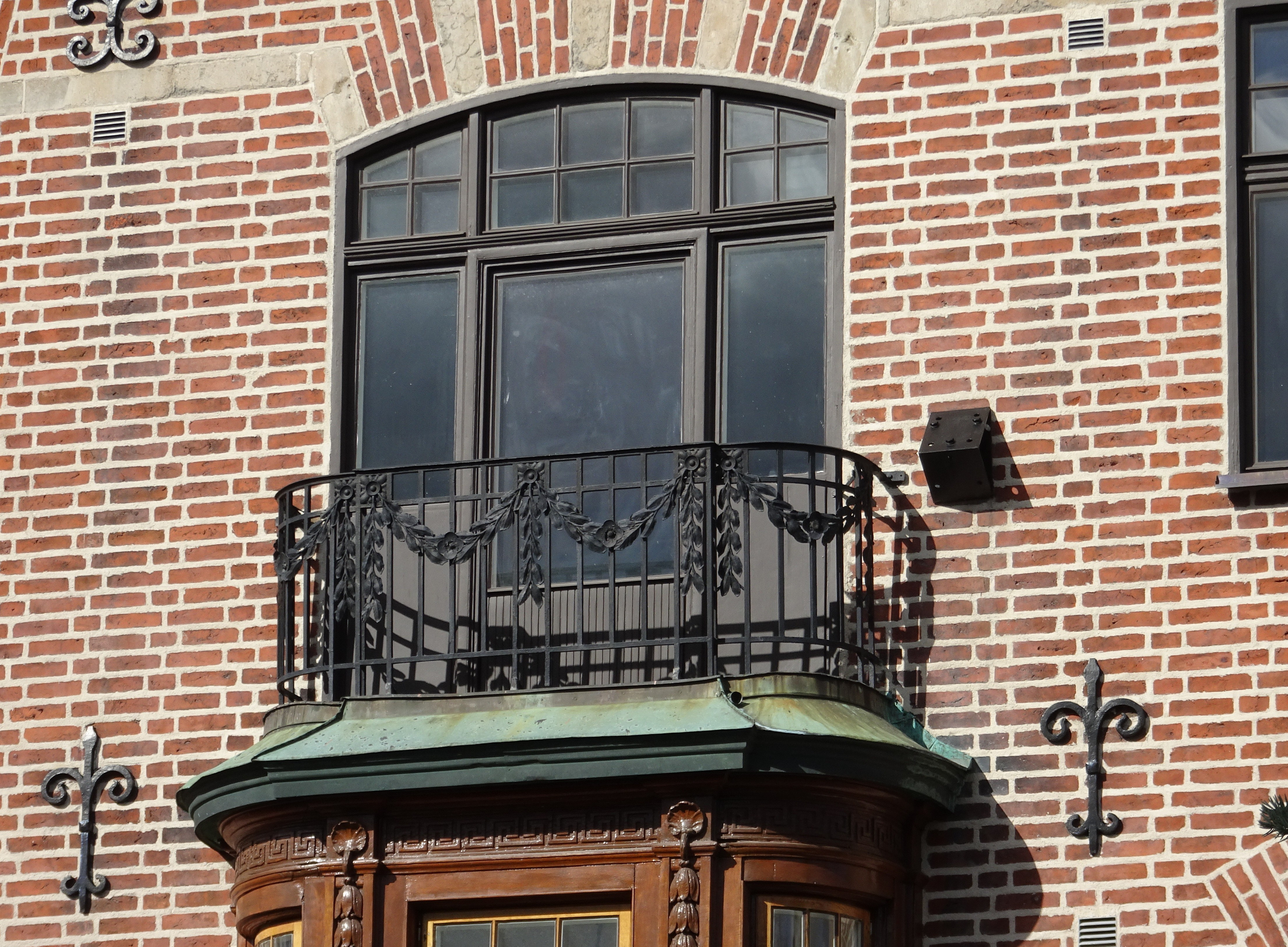
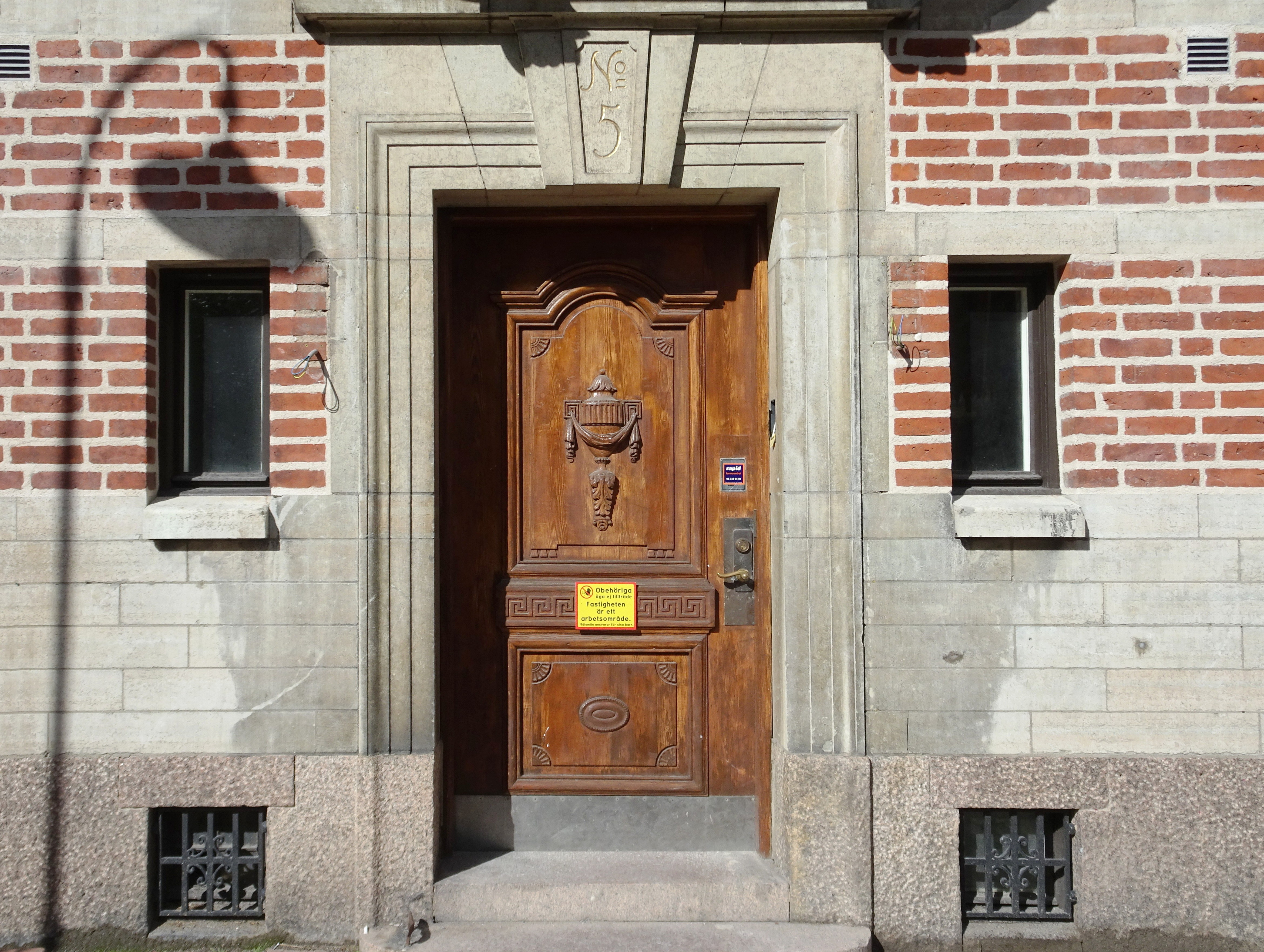